# 紳寶PhoeniX
紳寶PhoeniX是一款由紳寶汽車於2011年日內瓦車展亮相的概念車款。是Saab新聘的首席設計師Jason Castriota為Saab所的設計的第一個車款。Saab PhoeniX使用與2012年新9-3相同的平台設計。
其車體外型發想自第一台Saab 92 -92001(Ursaab)所來的雨滴造型設計，車尾的概念則是來自Saab的第一代Coupe車款 - Sonett。一併創造出0.25Cd的低風阻係數。
動力系統，則是由一具1.6升200hp的渦輪增壓汽油引擎提供，驅動前軸。後軸則是由一顆32hp的電動馬達來驅動。該車配備新的全時四輪驅動系統eXWD，這套系統由Saab與美國AAM合組的新公司eAAM負責研發的。
此eXWD Hybrid四輪傳動系統，也搭配了停車熄火裝置，所以平均油耗還能維持20km/l之多，而CO2排放量也只有119g/km。在性能表現方面，0~100km/h的加速只要5.9秒，而極速則是250km/h。
在車內，Saab全新研發的IQon整合式資訊系統，使用Google的Android作業系統。使用8吋的觸控式螢幕作為操縱人機介面。在車輛啟動的瞬間，IQon系統亦同步連上無線網路，為駕駛帶來如同智慧型手機一的使用便利，並可整合車上的影音系統、衛星導航等功能，並運用Android軟體庫下載各式應用軟體，大幅擴充車上娛樂、商務和通訊功能。